# Yasushi Nawa
Yasushi Nawa (名和 靖, Nawa Yasushi), né le 24 novembre 1857 - décédé le 30 août 1926, est un entomologiste japonais.

## Biographie

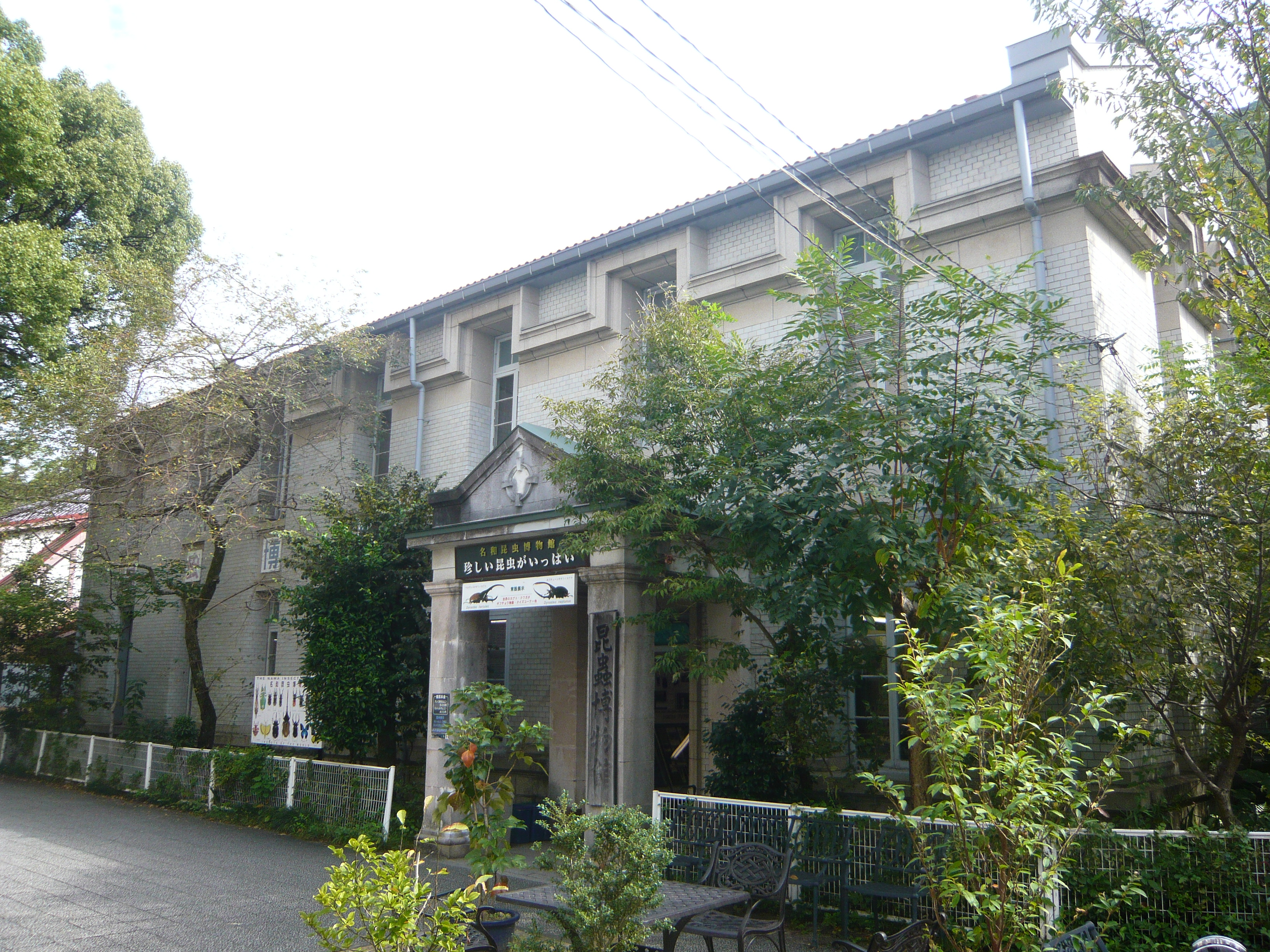
Musée Nawa d'entomologie

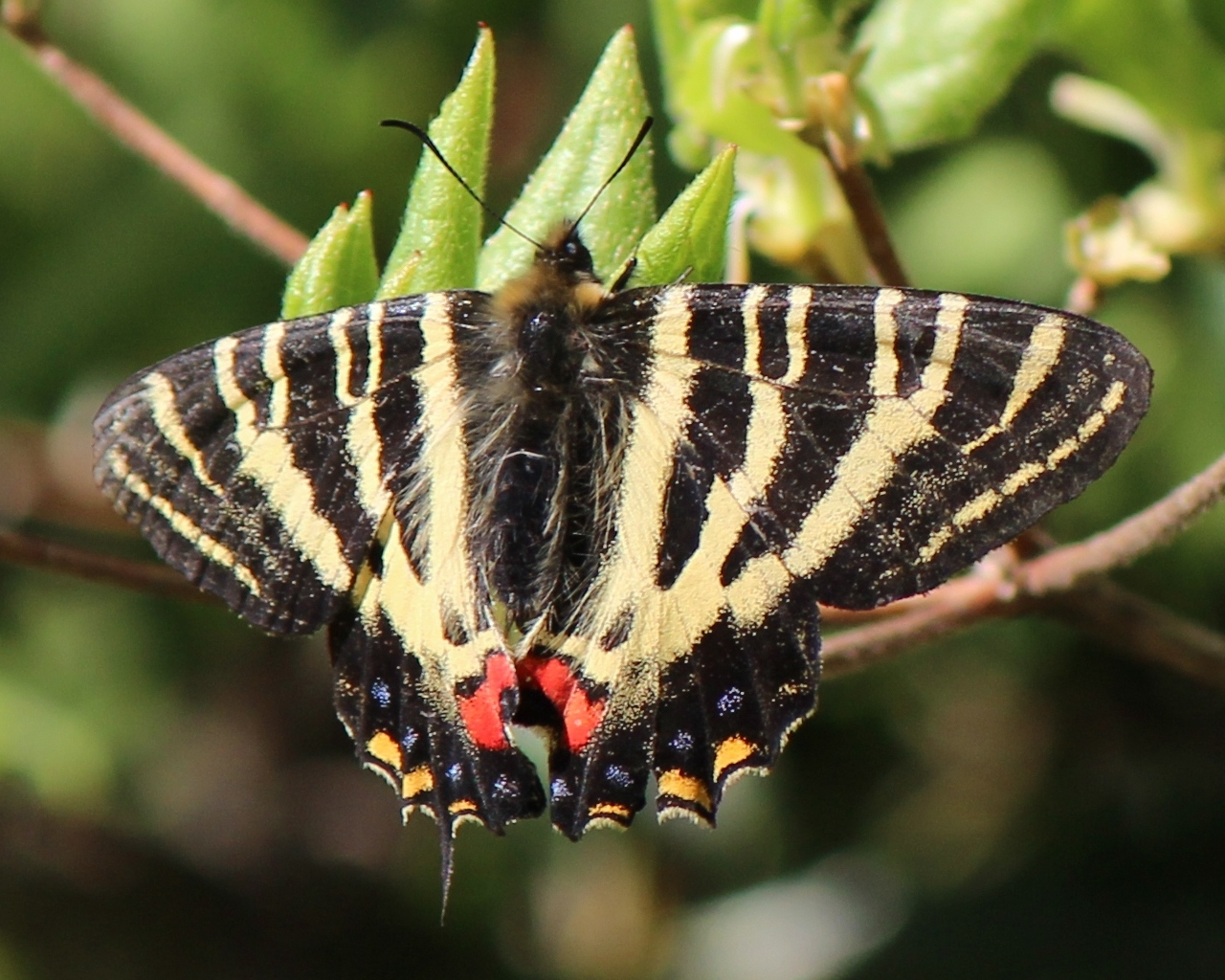
Papillon de Gifu (Luehdorfia japonica)

Né en 1857 dans le district de Motosu intégré depuis dans la ville atuelle de Mizuho dans la préfecture de Gifu, Nawa s'intéresse de près aux insectes dès sa jeunesse. En 1878, il entre au centre d'apprentissage agricole de Gifu (plus tard école agricole de la préfecture de Gifu et de nos jours lycée agricole de Gifu) où il reste comme assistant après avoir obtenu son diplôme en 1882. Le 24 avril 1883, il découvre un nouveau papillon dans l'actuel quartier Kanayama-machi dans la ville de Gero. Il nomme ce nouveau papillon le « Papillon de Gifu » (Luehdorfia japonica).
En 1886, Nawa intègre l'université impériale de Tokyo (Université de Tokyo) et obtient sa licence d'enseignement secondaire en un an et demi, après quoi il commence à enseigner dans les écoles secondaires du premier cycle et élémentaires dans la préfecture de Gifu. Après une décennie d'enseignement, il fonde le Centre de recherche Nawa sur les insectes en 1896 où il étudie la protection des insectes bénéfiques, l'extermination de ceux qui sont nuisibles et le contrôle des termites. Finalement, il fonde en 1919 le musée Nawa d'entomologie, actuellement situé dans le parc de Gifu de la ville de Gifu.